# Practical Magic
Practical Magic (bra: Da Magia à Sedução; prt: Magia e Sedução) é um filme estadunidense de 1998, do gênero comédia dramático-romântico-fantástica, dirigido por Griffin Dunne, com roteiro de Robin Swicord, Akiva Goldsman e Adam Brooks baseado no romance Practical Magic, de Alice Hoffman.
Bullock e Kidman interpretam as irmãs Sally e Gillian Owens, descendentes de uma longa linhagem de bruxas. Criadas por suas tias após a morte dos pais devido a uma maldição familiar, as irmãs aprenderam a usar a magia prática enquanto cresciam. Já adultas, Sally e Gillian precisam usar sua magia para destruir o espírito maligno do namorado abusivo de Gillian antes que ele as mate.
O filme foi lançado em 16 de outubro de 1998. Ele arrecadou US$ 68,3 milhões mundialmente contra um orçamento de US$ 75 milhões. No lançamento, recebeu críticas mistas, com críticos considerando sua mistura de diferentes gêneros — incluindo fantasia sobrenatural, drama sobre abuso doméstico, comédia romântica e suspense policial — desconcertante. No entanto, ao longo do tempo, o filme conquistou um status cult, sendo apreciado por seu elenco, trilha sonora e temas feministas. Em 2024, foi relatado que uma sequência está em desenvolvimento.

## Sinopse
Em uma pequena cidade de Massachusetts, a família Owens é vista com desconfiança há mais de três séculos devido à sua ancestral Maria Owens, que sobreviveu a uma tentativa de execução por bruxaria. De coração partido quando o pai de seu filho nunca retornou para ela, Maria lançou um feitiço para nunca mais se apaixonar. Esse feitiço acabou se tornando uma maldição para seus descendentes, condenando qualquer homem amado por uma mulher Owens.
No presente, Sally e Gillian Owens são acolhidas por suas tias, Frances e Jet, após a morte de seus pais pela maldição da família. Quando crianças, Sally e Gillian frequentemente são ridicularizadas pelos colegas da escola.
Após testemunharem suas tias lançando um feitiço de amor para uma mulher obcecada por seu amado, Sally cria um feitiço para si mesma, garantindo que só se apaixonará por um homem com características impossíveis, com o objetivo de nunca se apaixonar.
Enquanto isso, Gillian, presenciando o mesmo acontecimento, mal pode esperar para se apaixonar. Na adolescência, ela foge com seu namorado para Los Angeles. Antes de partir, ela e Sally realizam um feitiço de sangue, prometendo fidelidade eterna uma à outra.
Gillian passa a década seguinte viajando pelo país, pulando de relacionamento em relacionamento, enquanto Sally, ainda em Massachusetts, conhece e se casa com um homem chamado Michael. Juntos, eles têm duas filhas, Kylie e Antonia.
Após Michael ser fatalmente atropelado por um caminhão, Sally e suas filhas vão morar com as tias. Quando descobre que elas lançaram um feitiço para que ela se casasse e fosse feliz, Sally decide que nunca permitirá que suas filhas aprendam magia.
Gillian inesperadamente avisa Sally que está envolvida com um homem perigosamente abusivo chamado Jimmy Angelov. Quando Sally chega para resgatar a irmã, ele as mantém reféns em seu carro. Sally coloca beladona na tequila de Jimmy para sedá-lo, mas acaba matando-o acidentalmente.
As irmãs levam o corpo de Jimmy para a casa das tias e tentam ressuscitá-lo com um feitiço proibido, mas ele retorna e ataca Gillian. Sally o mata novamente, e as irmãs enterram seu corpo no jardim.
Sally, Gillian e as tias passam a noite bebendo, mas a tequila de Jimmy parece influenciá-las a se voltarem umas contra as outras. Na manhã seguinte, as tias partem, deixando um recado para as irmãs: "resolvam seus próprios problemas".
O investigador estadual Gary Hallett chega de Tucson, Arizona, em busca de Jimmy, que também era um serial killer. Gillian tenta fazer com que ele beba uma poção para ir embora, mas as filhas de Sally percebem que ele é o homem descrito no feitiço de amor da infância de Sally e jogam a poção fora.
Após uma briga entre Sally e Gillian, Sally se desespera e confessa tudo a Gary, apenas para perceber que ele é o homem impossível de seu feitiço de amor. Incapazes de negar sua atração, eles se beijam.
Ao voltar para casa, Sally descobre que o espírito de Jimmy possuiu o corpo de Gillian. Gary vê o espírito emergir. Jimmy tenta possuir Gary, mas é repelido por seu distintivo de prata. Sally diz a Gary que ele só está ali por causa do feitiço, que seus sentimentos não são reais, e que a maldição da família irá matá-lo se ficarem juntos. Gary responde que maldições só funcionam se acreditamos nelas, antes de retornar para Tucson.
Jimmy possui Gillian novamente e tenta matar Sally antes que Frances e Jet retornem. Percebendo que precisa abraçar a magia para salvar sua irmã, Sally pede a ajuda das mulheres da cidade, e juntas elas formam um coven para exorcizar o espírito de Jimmy. Elas quebram a maldição dos Owens, exorcizam Jimmy e o banem permanentemente.
Em Tucson, Gary inocenta as irmãs de qualquer suspeita no caso de Jimmy e retorna a Massachusetts para ficar com Sally. Finalmente, as mulheres Owens são aceitas pela comunidade, que agora as reconhece como bruxas.

## Elenco
- Sandra Bullock como Sally Owens, uma bruxa que fica viúva após a maldição dos Owens matar seu marido. Ela abandona a magia e não permite que suas filhas a pratiquem.
  - Camilla Belle como Sally Owens jovem.
- Nicole Kidman como Gillian Owens, a irmã de espírito livre de Sally, que abraça sua herança, deixa a pequena cidade onde cresceram e se torna vítima de um relacionamento abusivo.
  - Lora Anne Criswell como Gillian Owens jovem.
- Goran Visnjic como James "Jimmy" Angelov, amante de Gillian. Originário da Bulgária, ele é um alcoólatra abusivo com estilo de cowboy, que sequestra as irmãs e é morto por elas em legítima defesa — duas vezes.
- Stockard Channing como Frances Owens, tia de Sally e Gillian, que costuma ser franca e assertiva.
- Dianne Wiest como Bridget "Jet" Owens, tia de Sally e Gillian, gentil e afetuosa.
- Aidan Quinn como o investigador Gary Hallet, de Tucson, Arizona, que questiona Sally e Gillian sobre o desaparecimento de Jimmy Angelov e se apaixona por Sally.
- Caprice Benedetti como Maria Owens, a primeira bruxa da família Owens e responsável pelo feitiço que amaldiçoa todos os seus descendentes.
- Evan Rachel Wood como Kylie Owens, a filha mais velha de Sally, que vive com a mãe e as tias após a morte do pai, Michael. Ela se parece e age como Gillian.
- Alexandra Artrip como Antonia Owens, a filha mais nova de Sally, que também vive com a mãe e as tias após a morte do pai. Ela tem cabelo escuro e uma personalidade ousada.
- Mark Feuerstein como Michael, falecido marido de Sally e pai de Kylie e Antonia Owens. Ele é vítima da maldição da família de sua esposa, morrendo prematuramente quando suas filhas ainda são pequenas.
- Peter Shaw como Jack, pai de Sally e Gillian, que morreu devido à maldição dos Owens quando elas eram crianças.
- Caralyn Kozlowski como Regina Owens, mãe de Sally e Gillian, que tirou a própria vida após perder o marido para a maldição dos Owens.
- Chloe Webb como Carla, uma boa amiga de Sally que trabalha em sua loja.
- Lucinda Jenney como Sara, uma das mulheres da cidade, que inicialmente teme a família Owens, mas depois atende ao pedido de ajuda de Sally.
- Margo Martindale como Linda Bennett, outra amiga de Sally que também trabalha em sua loja.
- Martha Gehman como Patty, uma das mulheres da cidade que responde ao chamado de Sally por ajuda.

## Produção
Practical Magic foi filmado parcialmente em um set artificial na Califórnia. Como os produtores do filme decidiram que a casa era uma parte essencial da representação da cultura dos Owens, uma casa que refletisse essa visão foi construída na Ilha de San Juan, no estado de Washington. Embora grande parte do set da Califórnia tenha sido levado para esse local e colocado dentro da casa, levou quase um ano para aperfeiçoar sua aparência e interior. A casa, na verdade, era apenas uma estrutura vazia, construída exclusivamente para as filmagens e demolida após a conclusão do filme. As cenas da pequena cidade foram filmadas no centro de Coupeville, Washington, um porto à beira-mar da era vitoriana, localizado no lado sul de Penn Cove, na Ilha Whidbey.
O diretor Griffin Dunne revelou que originalmente tinha uma visão mais sombria para o filme. A cena em que Sally e Gillian inserem agulhas em Jimmy deveria ser muito mais perturbadora, e a trama sobre violência doméstica era mais intensa, mas o estúdio cortou esse material mais pesado. Dunne expressou interesse em lançar uma versão do diretor.
Segundo Sandra Bullock, no comentário do DVD, durante a gravação da cena em que as mulheres Owens estão bêbadas trocando insultos, as atrizes realmente beberam uma tequila de péssima qualidade trazida por Nicole Kidman.
O elenco também afirmou, no comentário do filme, que sentiram que elementos sobrenaturais da casa começaram a afetá-los. Tanto atores quanto a equipe de filmagem relataram ter ouvido sons inexplicáveis enquanto gravavam a cena do coven no final do filme. Para a cena final, em que todos os moradores da cidade se reúnem na casa dos Owens, toda a população da cidade onde as filmagens ocorreram foi convidada a se vestir a caráter e aparecer como figurantes.

## Música
A trilha sonora composta por Michael Nyman para o filme foi abruptamente substituída pela música de Alan Silvestri para o lançamento nos cinemas. Essa mudança de última hora resultou no lançamento de duas trilhas sonoras, mas, como o álbum era principalmente uma coletânea, apenas duas faixas de material original foram alteradas.
Um demo com 50 faixas da trilha de Nyman (sendo as duas últimas "Convening the Coven" e "Maria Owens") circula entre os fãs como um bootleg. A trilha completa de Nyman tem 62 minutos e 30 segundos e contém músicas que mais tarde apareceriam, em versões modificadas, nos filmes Ravenous e The Actors, além de uma variação de seu tema de progressão de acordes usado em Out of the Ruins, String Quartet No. 3, Carrington, The End of the Affair e The Claim. A faixa "Convening the Coven", mas não "Maria Owens", foi posteriormente relançada no álbum The Very Best of Michael Nyman: Film Music 1980–2001. Parte desse material nunca foi reaproveitada em outras obras. "Convening the Coven" foi reeditada como "City of Turin" no álbum The Glare.
A cantora Stevie Nicks foi o grande destaque nas propagandas da trilha sonora oficial, promovendo sua música If You Ever Did Believe e uma nova gravação de Crystal, ambas contando com Sheryl Crow nos vocais de apoio.

### Lista de faixas
1. "If You Ever Did Believe" – Stevie Nicks e Sheryl Crow
2. "This Kiss" – Faith Hill
3. "Got to Give It Up (Pt.1)" – Marvin Gaye
4. "Is This Real?" – Lisahall
5. "Black Eyed Dog" – Nick Drake
6. "A Case of You" – Joni Mitchell
7. "Nowhere and Everywhere" – Michelle Lewis
8. "Always on My Mind" – Elvis Presley
9. "Everywhere" – Bran Van 3000
10. "Coconut" – Harry Nilsson
11. "Crystal" – Stevie Nicks and Sheryl Crow
12. "Practical Magic" – Alan Silvestri / "Convening the Coven" – The Michael Nyman Orchestra
13. "Amas Veritas" – Alan Silvestri / "Maria Owens" – The Michael Nyman Orchestra

## Recepção

### Bilheteria
Estreou em primeiro lugar com US$ 13,1 milhões em vendas de ingressos. O filme arrecadou US $ 68,3 milhões em todo o mundo, menos do que seu orçamento de produção de US $ 75 milhões.

### Resposta da crítica
No consenso do agregador de críticas Rotten Tomatoes diz que que o filme tem "comédia, romance e humor misturada com resultados insatisfatórios." Na pontuação onde a equipe do site categoriza as opiniões da  grande mídia e da mídia independente apenas como positivas ou negativas, o filme tem um índice de aprovação de 23% calculado com base em 96 comentários dos críticos. Por comparação, com as mesmas opiniões sendo calculadas usando uma média aritmética ponderada, a nota alcançada é 4,6/10.
Em outro agregador, o Metacritic, que calcula as notas das opiniões usando somente uma média aritmética ponderada de determinados veículos de comunicação em maior parte da grande mídia, tem uma pontuação de 46/100, alcançada com base em 22.avaliações da imprensa anexadas no site, com a indicação de "revisões mistas ou neutras".
Owen Gleiberman da Entertainment Weekly deu para Practical Magic um comentário negativo, chamando-o de "uma comédia de bruxa tão descuidada, se arrastando, e confusa que parece ter tido um feitiço colocado sobre ela." Roger Ebert do Chicago Sun-Times disse que o filme "não parece certo o tom a adotar, virando incerteza do romance de terror de risos."
Garth Stahl, do Hartford Courant, teve uma visão mais positiva, destacando que personagens femininas em comédias sombrias e representações da irmandade são raras no cinema. Ele escreveu que Practical Magic "tem suas falhas. Algumas cenas são fracas, ocasionalmente algumas falas são confusas e há certo subdesenvolvimento do enredo. Ainda assim, é ousado e divertido — uma brincadeira para duas atrizes carismáticas e um enredo encantador". Stahl concluiu: "A principal fonte de atração é, sem dúvida, a magia encantadora e espirituosa. Ela é simultaneamente o que torna as irmãs Owens párias e o que as torna especiais. Com algumas cenas muito bem elaboradas, incluindo uma sequência de dança vibrante, Da Magia à Sedução vale a pena. É um passo para permitir que mulheres se afirmem no gênero da comédia sombria. E isso não é prático?"
Ao analisar o filme para a Amazon, Tom Keogh comentou: "O filme passa por diversas mudanças de tom — fofo, assustador, melancólico — que Dunne nem sempre consegue equilibrar com eficácia. Mas a natureza feminina e celebratória do filme (as fantasias, a cumplicidade, os laços mágicos) é contagiante, e os papéis coadjuvantes de Dianne Wiest e Stockard Channing como as tias mágicas de Kidman e Bullock são muito divertidos."
Ao longo dos anos, o filme adquiriu um status cult. Escrevendo sobre o legado de Practical Magic em 2018, David Sims, do The Atlantic, discutiu como a narrativa do filme gira em torno dos relacionamentos entre mulheres, tanto na linhagem das Owens quanto na cena final, em que as mulheres da cidade se unem para libertar Gillian do controle de Jimmy. Ele descreveu o filme como uma produção de estúdio que "entrelaçou temas sombrios sobre gênero e poder em uma comédia aparentemente voltada para o grande público", qualidades que o tornaram incomum para sua época e que contribuíram para sua longevidade.

### Prêmios e indicações
| Ano  | Trabalho Indicado                                                        | Premiação                        | Resultado |
| ---- | ------------------------------------------------------------------------ | -------------------------------- | --------- |
| 1999 | Atriz Coadjuvante Mais Engraçada em um Filme Dianne Wiest                | American Comedy Awards           | Indicada  |
| 1999 | Atriz Coadjuvante Favorita – Comédia/Romance Stockard Channing           | Blockbuster Entertainment Awards | Venceu    |
| 1999 | Atriz Coadjuvante Favorita – Comédia/Romance Dianne Wiest                | Blockbuster Entertainment Awards | Indicada  |
| 1999 | Ator Favorito – Comédia/Romance Aidan Quinn                              | Blockbuster Entertainment Awards | Indicado  |
| 1999 | Canção Favorita de um Filme Faith Hill Pela música "This Kiss".          | Blockbuster Entertainment Awards | Indicada  |
| 1999 | Melhor Desempenho em um Filme – Jovem Atriz Coadjuvante Camilla Belle    | Young Artist Awards              | Indicada  |
| 1999 | Melhor Desempenho em um Filme – Jovem Atriz Coadjuvante Evan Rachel Wood | Young Artist Awards              | Indicada  |